# Christophe Butkens
 (novembre 2023).
Si vous disposez d'ouvrages ou d'articles de référence ou si vous connaissez des sites web de qualité traitant du thème abordé ici, merci de compléter l'article en donnant les références utiles à sa vérifiabilité et en les liant à la section « Notes et références ».
Christophe Butkens, ou Christophorus Butkens, est un moine cistercien, historien et généalogiste, né le 4 décembre 1590 à Anvers et mort le 30 septembre 1650 à La Haye.

## Biographie
Christophe Butkens est le fils de Joachim Butkens, conseiller du roi Philippe II, et de Marguerite Gielis. Il entre dans les ordres au prieuré de Saint-Sauveur à Anvers. Reçu novice au sein de l'ordre de Citeaux en 1617, il fait sa profession l'année suivante. Sous-prieur, directeur des novices puis proviseur, il est élu à l'unanimité des voix coadjuteur de l'abbaye de Baudeloo avec future succession du prieur Vander Heyden, à la place de Philippe de Boncem, et confirmé par lettres patentes du 16 septembre 1628. Il est nommé prieur le 28 octobre 1631.
Érudit et linguiste, maîtrisant les langues latine, française, espagnole et italienne, il est un grand connaisseur de l'histoire et les antiquités de la Belgique, dont il réalise également une étude spéciale de la généalogie des principales familles. En relation avec les principaux savants de son époque, il apporte son concours à Crisóstomo Henríquez (en) dans l'écriture de son histoire de l'ordre de Cîteaux.
Il est enterré dans l'église du monastère Saint-Sauveur d'Anvers.

## Publications
- Annales genealogiques de la maison de Lynden. Antwerp, 1626
- Trophées tant sacrés que prophanes de la duché de Brabant. Tome I. Contenant l'origine, succession et descendance des ducs et princes de ceste maison avec leurs actions plus signalées, ensemble des genealogies de plusieurs ducs, princes, comtes, barons, seigneurs et nobles, leur vassals et subiects avec les preuves servantes à entiere verification..., Antwerp, 1641

## Littérature
- Biographie nationale de Belgique, tome III, Académie royale de Belgique

## Pour approfondir